# Alecanopsis filicum
Alecanopsis filicum är en insektsart som först beskrevs av William Miles Maskell 1894.  Alecanopsis filicum ingår i släktet Alecanopsis och familjen skålsköldlöss. Inga underarter finns listade i Catalogue of Life.